# KIJK
KIJK is een Nederlands populairwetenschappelijk tijdschrift dat op 5 oktober 1968 voor het eerst verscheen onder de titel Kijk. Het blad richt zich niet op een bepaalde leeftijdscategorie maar wil iedereen "met een interesse in wetenschap, natuur en techniek" aanspreken.
Vanaf oktober 1968 tot en met februari 1975 was het een weekblad, daarna verscheen het lange tijd maandelijks. In maart 1975 verscheen het maandblad twee keer, om de overgang voor de abonnees niet te groot te maken. Op 28 februari 1975 verscheen het weekblad Kijk voor het laatst. Een week later, op 7 maart 1975, verscheen het voor het eerst als maandblad. Sinds 1 januari 2010 verschijnt het blad niet meer maandelijks, maar elke vier weken. Daardoor verschijnt het blad niet twaalf, maar dertien keer per jaar.
Het blad werd aanvankelijk uitgegeven door De Spaarnestad te Haarlem maar maakte later deel uit van Sanoma Mens Magazines, voorheen VNU Tijdschriften te Amsterdam. 
In de grote reorganisatieronde van Sanoma Magazines eind 2013 werd gemeld dat het blad in 2014 te koop werd gezet. Medio 2014 werd het blad overgenomen door New Skool Media. 
Het televisieprogramma Kijk-TV, dat van 1987 tot en met 1989 door de TROS werd uitgezonden en werd gepresenteerd door Wubbo Ockels, was min of meer op de Kijk geïnspireerd. 
Hoofdredacteur Monique Punter overleed in januari 2007 aan een herseninfarct. Zij werd tijdelijk opgevolgd door Grasduinen-hoofdredacteur Kees Loogman. In 2008 nam Vivianne Bendermacher het stokje over. Ook Tonie Broekhuijsen en Inge Fraters voerden de hoofdredactie; in 2017 kreeg André Kesseler die functie toebedeeld.
In november 2008 werd het blad grondig vernieuwd; hierbij werd ook de schrijfwijze van de titel veranderd. In plaats van dat de titel met kleine letters wordt geschreven, wordt het sindsdien met vier hoofdletters geschreven.

## Oplage
| Jaar | Betaalde gerichte oplage | Totaal verspreide oplage |       |
| ---- | ------------------------ | ------------------------ | ----- |
| 2004 | 68.465                   | 72.757                   | [ 2 ] |
| 2006 | 56.703                   | 60.032                   | [ 3 ] |
| 2007 | 52.039                   | 52.988                   | [ 4 ] |
| 2011 | 49.268                   | 53.883                   | [ 5 ] |
| 2012 | 42.827                   | 47.132                   | [ 6 ] |
| 2022 | 14.710                   | 14.985                   |       |